# José Guardiola (attore)
José Guardiola, nome all'anagrafe José García Guardiola (Jumilla, 7 dicembre 1921 – Madrid, 10 maggio 1988), è stato un attore e doppiatore spagnolo.

## Biografia
Nonostante sia nato a Jumilla, all'età di cinque anni si trasferisce a Barcellona, dove compie gli studi. Dopo aver iniziato a lavorare nella regione di Murcia, a Barcellona e a Siviglia, arriva a Madrid nel 1948, dove inizia la carriera come attore teatrale prendendo parte a diverse opere sul palcoscenico in piccoli ruoli fino a quando non ha l'opportunità di interpretare ruoli da protagonista, in sostituzione di Conrado San Martín a causa di problemi di programmazione.
Nel 1950 ha debuttato nel cinema come attore e doppiatore. La sua voce profonda lo rende molto richiesto e apprezzato. A Barcellona, ha doppiato John Hoyte in Giulio Cesare (1953) negli studi spagnoli della Metro Goldwyn Mayer, diretto da José María Ovies. Ma è stato il regista Hugo Donarelli a offrirgli l'opportunità di doppiare attori protagonisti al suo debutto in sincronizzazione. Richard Widmark fu il primo attore "fisso" ad essere doppiato da lui. Altre star per le quali è diventata una voce regolare sono state Humphrey Bogart, Anthony Quinn (il quale si congratulò personalmente con lui per il suo lavoro), James Coburn, Stephen Boyd, Yul Brynner, Raymond Burr, Richard Burton, Sean Connery, Peter Cushing, Robert Mitchum, Henry Fonda, Charlton Heston, Burt Lancaster, Lee Marvin, James Mason, Ray Milland, Yves Montand, John Wayne, William Holden, Christopher Lee, fino a Robert Englund nel ruolo del sinistro Freddy Krueger nel primo episodio di Nightmare - Dal profondo della notte, diretto da Wes Craven.
Al cinema diventa inoltre efficace come attore di supporto in ruoli secondari, vincendo nel 1954 il premio del CEC come miglior attore non protagonista per il film Sierra maldita. Nel cinema italiano partecipa ad alcuni film; il ruolo per il quale viene meglio ricordato è quello di José, il maggiordomo di Raul La Spada (Mario Carotenuto) in Totò, Eva e il pennello proibito, e anche a diverse coproduzioni internazionali. Ha interpretato il ruolo del "señorito" nel film I santi innocenti, diretto da Mario Camus. Gli arrivò anche l'offerta di andare a Hollywood, richiesto dalla Paramount, ma non partì perché si rifiutava di imparare la lingua inglese e di andare a cavallo.
A partire dai primi anni '70, è diventato un attore televisivo alla TVE, in vari adattamenti e romanzi sceneggiati, e inoltre fu il doppiatore principale in diverse serie statunitensi di successo come Steve Forrest in S.W.A.T. nel 1977 o James Arness in Alla conquista del West nel 1982.
Sposatosi nel 1957 con Brígida Peiró, ebbe da lei quattro figli, José María (1959-1988), Agustín (1961) e le sorelle gemelle Miriam e Yolanda (1966). Il primogenito morì in maniera tragica nei primi mesi del 1988 a soli 28 anni mentre prestava servizio militare, e poco tempo dopo, probabilmente rattristato e affranto dal luttuoso evento, venne colto da un infarto mentre si recava agli studi della Arcofón per un turno di doppiaggio, all'età di 66 anni.

## Filmografia parziale
- Sierra maldita, regia di Antonio del Amo (1955)
- El cerco, regia di Miguel Iglesias (1955)
- Passione gitana (Spanish Affair), regia di Luis Marquina e Don Siegel (1957)
- Gli amanti del deserto, regia di Gianni Vernuccio, Fernando Cerchio e León Klimovsky (1957)
- L'eretico (El Hereje), regia di Francisco de Borja Moro (1958)
- Malinconico autunno, regia di Raffaello Matarazzo (1958)
- Totò, Eva e il pennello proibito, regia di Steno (1959)
- Sentencia contra una mujer, regia di Antonio Isasi-Isasmendi (1960)
- Melocotón en almíbar, regia di Antonio del Amo (1960)
- Noches de Casablanca, regia di Henri Decoin (1963)
- Dulcinea incantesimo d'amore (Dulcinea), regia di Vicente Escrivá (1963)
- La boda, regia di Lucas Demare (1964)
- Tre per una rapina, regia di Gianni Bongioanni (1964)
- Mani di pistolero (Ocaso de un pistolero), regia di Rafael Romero Marchent (1965)
- Texas addio, regia di Ferdinando Baldi (1966)
- Crystalbrain - L'uomo dal cervello di cristallo (Transplante de un cerebro), regia di Juan Logar (1970)
- I santi innocenti (Los santos inocentes), regia di Mario Camus (1984)

## Doppiatori italiani
- Gualtiero De Angelis in Malinconico autunno
- Enzo Tarascio in Mani di pistolero
- Sergio Tedesco in Texas addio
- Giampiero Albertini in Crystalbrain - L'uomo dal cervello di cristallo